# Grupo Record
Grupo Record é um conglomerado de mídia brasileiro formado principalmente pela Record, Record News, RecordPlus e R7, entre outros veículos de comunicação, em 2010, a Record e a Rádio Record faturaram 1,93 bilhão de reais.

## Concorrência
Desde o lançamento da Record News, a Sky e a NET acionadas pelo Grupo Globo se posicionaram contra a inclusão do canal em seus pacotes. O canal foi obrigado a ser incluso na SKY que é controlada pelo Grupo Globo. Já na NET, após uma forte pressão do Grupo Record, o canal foi incluso.
Em 2011 a Record levou uma matéria ao ar informando que a revista Veja do Grupo Abril iniciou uma série de ataques à emissora e a seu proprietário, o bispo Edir Macedo, é posta em dúvida por jornalistas, professores de comunicação e leitores. No mesmo ano, as movimentações "a toque de caixa" feita pela Igreja Universal para a compra de emissoras em todo o Brasil nos anos 90, havia sido criticada pelo Ministério Público Federal. A alegação era de que o Grupo Record usava a Igreja Universal para interesses empresariais de Edir Macedo por meio de fraudes financeiras, como desvio de doações à igreja para sociedades offshore e lavagem de dinheiro. Apesar da alegação, proveniente de uma investigação, nunca houve julgamento, pois a igreja tem imunidade fiscal, além de os supostos crimes de lavagem de dinheiro terem sido praticados antes da tipificação legal da prática.

## Empresas

### Atuais

#### Televisão
- Record - maior emissora do grupo, presente em praticamente todo o território brasileiro. Inaugurada em 27 de setembro de 1953 e com início da rede nacional em 1990, possui 15 emissoras próprias e mais de 90 afiliadas.
- Record News - emissora de notícias do grupo, presente em TV aberta no Brasil.
- RFTV - emissora de gênero variável.
- Record Internacional - emissora que transmite à programação da Record e de alguns programas da Record News, exceto programas independentes, para o exterior. Atualmente cobre mais de 160 países e é a segunda emissora brasileira mais vista no exterior, também e a única com sinal HD nos Estados Unidos.
- TV Miramar - é uma rede de televisão aberta, sendo a maior emissora de Moçambique (e líder de audiência). Ela faz parte da Rede de Comunicação Miramar, que faz parte do Grupo Record. A TV Miramar retransmite alguns programas da Record no Brasil e transmite uma programação local inspirada na brasileira.

#### Rádio
- Rádio Record - é uma estação de rádio brasileira, que cobre a Região Metropolitana de São Paulo.[9] Opera em AM 1000 kHz.
- Rádio Guaíba - é uma estação de rádio, que tem por cobertura a Região Metropolitana de Porto Alegre, no Rio Grande do Sul. Fazia parte da Companhia Jornalística Caldas Júnior, que foi vendida para o grupo em 2007.[10] Opera em AM 720 kHz e FM 101,3 MHz.
- Rádio Sociedade da Bahia - é uma estação de rádio, que tem por cobertura a Região Metropolitana de Salvador, na Bahia.[11] Opera em AM 740 kHz e FM 102,5 MHz.
- Rádio Contemporânea - é uma estação de rádio brasileira, que cobre o Rio de Janeiro. Opera em AM 990 kHz.
- Rádio Record Campos - é uma estação de rádio que cobre a cidade de Campos dos Goytacazes, no Norte Fluminense. Opera em AM 1110 kHz e em FM 102,7 MHz.
- Rádio Record Europa - é uma estação de rádio, que tem como cobertura todo o continente europeu.

#### Jornais impressos
- Correio do Povo

#### Internet
- R7 - Lançado em 27 de setembro de 2009, é o portal de notícias da Record.[12]
- RecordPlus - Plataforma de streaming e vídeo sob demanda da Record. Foi lançado em 13 de agosto de 2018 como PlayPlus, tendo seu nome alterado no dia 14 de agosto de 2025.[13][14]
- Simba Content - Formada em sociedade com a RedeTV! e com o SBT.

#### Outras empresas e iniciativas
- Record Entretenimento - é uma empresa voltada para entretenimento e licenciamento. Sua fundação ocorreu em 2008 e sua sede está localizada em São Paulo.[15]
- Record Produções e Gravações[16] - é uma empresa que atua no mercado fonográfico. Sua sede está localizada no Rio de Janeiro.
- Banco Digimais - instituição financeira focada em contas digitais, crédito consignado e financiamento de veículos.
- Instituto Ressoar (Instituto Record de Responsabilidade Social) - instituição de caridade fundada pelo Grupo Record, criada em 2005 e que tem por objetivo a promoção do desenvolvimento social, econômico e do combate à pobreza, bem como o exercício do voluntariado. Sua sede está na cidade de São Paulo.
- Record Filmes - produtora de cinema brasileira integrante do Grupo Record, criada em 2005 como braço cinematográfico da Record. A empresa atua em parceria com outras produtoras independentes nacionais e distribuidoras nacionais e internacionais.
- Casablanca Estúdios - complexo de estúdios que serve como núcleo de produção de obras de teledramaturgia da Record. Foi arrendado para a produtora Casablanca por um período de 5 anos.

### Antigas
- Emoção FM[17]
- Jornal Hoje em Dia[18]
- Line Records
- R7 Play
- Rede Mulher
- Record Trips - agência de viagens com sede em Lisboa.[19][20]
- NDTV Itajaí
- NDTV Xanxerê